# Supersónicos de Miranda
Supersónicos de Miranda fue un equipo profesional de baloncesto venezolano con sede en Caracas, Miranda. Competían en la Conferencia Oriental de la Superliga Profesional de Baloncesto (SPB) y disputaban sus partidos como locales en el Gimnasio José Joaquín Papá Carrillo del Parque Miranda.

## Historia
Fundado el 7 de julio de 2020, hizo su presentación oficial en ese mismo mes como uno de los nuevos equipos de la Superliga de Baloncesto. En esa primera edición el «equipo sideral» avanzó a la postemporada cayendo en primera ronda ante Centauros de Portuguesa. En la segunda edición de la Superliga (2021) no logró clasificar a la postemporada, finalizando en el quinto lugar de su grupo. En la Copa Superliga, Supersónicos volvió a la postemporada, cayendo en cuartos de final ante Spartans Distrito Capital.
Luego de la temporada 2022, donde culminaron segundos en la División Norte y cayeron en cuartos de final ante Guaiqueríes de Margarita, el club anunció el 2 de febrero de 2023 que se fusionaría con las Panteras de Miranda, dejando así de existir y pasando a formar parte de Panteras.

## Pabellón

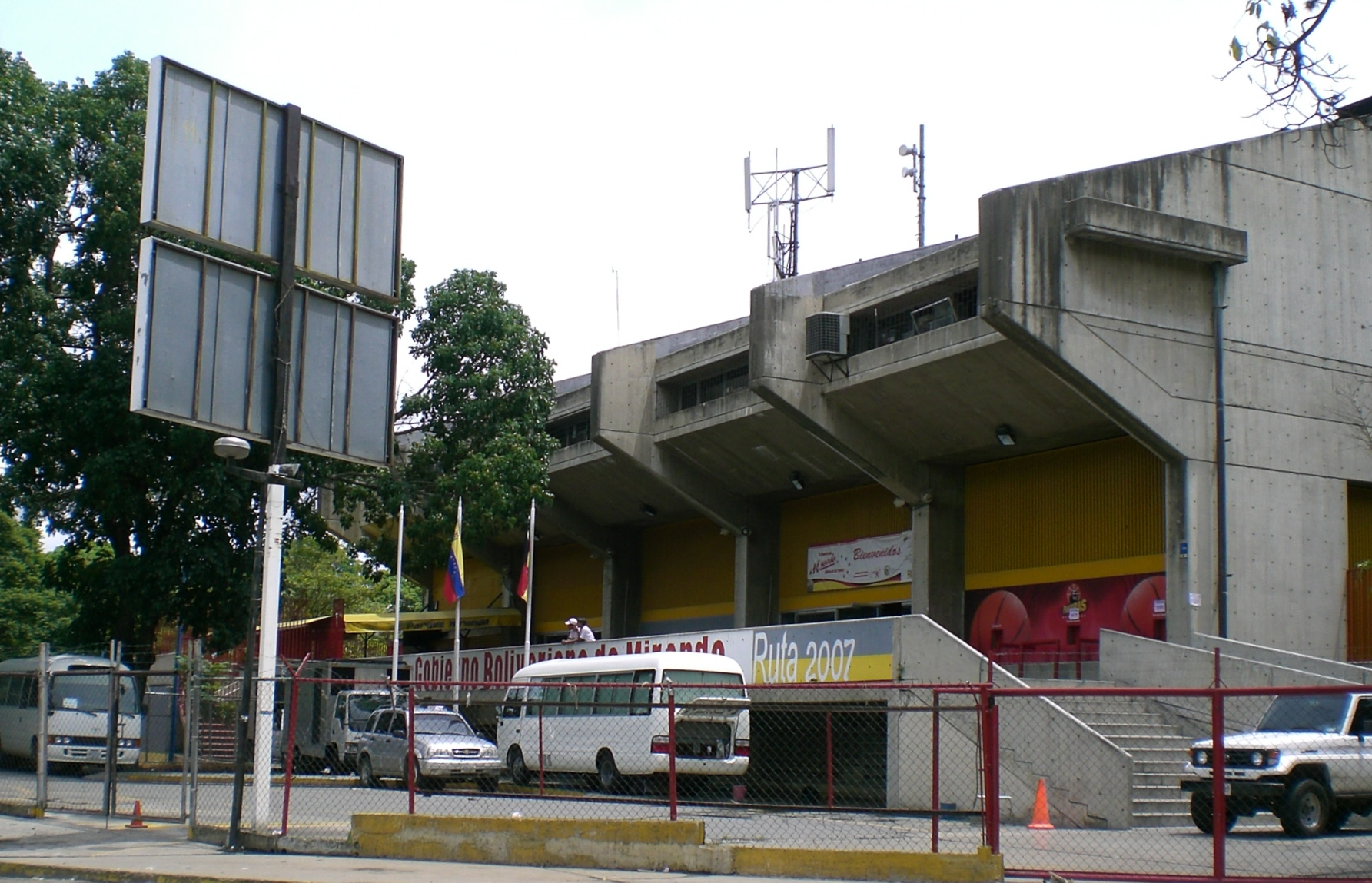
Exterior del Gimnasio José Joaquín Papá Carrillo.

El gimnasio José Joaquín Papá Carrillo es un pabellón o domo multiusos. Se ubica en Los Dos Caminos, específicamente en la avenida Rómulo Gallegos de Sebucán, municipio Sucre del estado Miranda.
Forma parte del Complejo Deportivo Parque Miranda y fue la sede del voleibol durante los IX Juegos Panamericanos Caracas 1983. Es una propiedad pública administrada por el Gobierno del estado Miranda, a través del Instituto de Deportes Regional Mirandino (Idermi). 
Es una de las dos instalaciones aprobadas y utilizadas regularmente en el Distrito Metropolitano de Caracas por la Superliga Profesional de Baloncesto de Venezuela —el otro es el Gimnasio José Beracasa—. El gimnasio José Joaquín «Papá» Carrillo es la instalación deportiva de menor capacidad, con 3500 espectadores aproximadamente.

## Jugadores

### Distinciones
| - Novato del Año (2): - Wilklerman Gómez (2021-I) - Yeferson Guerra (2021-II) |